# Urvantsevita
La urvantsevita és un mineral de la classe dels sulfurs. Rep el seu nom de Nikolai Nikolaevich Urvantsev (1893-1985), geòleg i explorador polar del Ocean Geologia Research Institute, de Leningrad (Rússia).

## Característiques
La urvantsevita és un sulfur de fórmula química Pd(Bi,Pb)₂. La seva composició és similar a la de la polarita i a la del mineral sense anomenar UM1981-02-Bi:AsPbPd. Va ser aprovada com a espècie vàlida per l'Associació Mineralògica Internacional l'any 1976. Cristal·litza en el sistema tetragonal. La seva duresa a l'escala de Mohs és 2.
Segons la classificació de Nickel-Strunz, la urvantsevita pertany a «02.EA: Sulfurs metàl·lics, M:S = 1:2, amb Fe, Co, Ni, PGE, etc.» juntament amb els següents minerals: aurostibita, bambollaïta, cattierita, erlichmanita, fukuchilita, geversita, hauerita, insizwaïta, krutaïta, laurita, penroseïta, pirita, sperrylita, trogtalita, vaesita, villamaninita, dzharkenita, gaotaiïta, al·loclasita, costibita, ferroselita, frohbergita, glaucodot, kullerudita, marcassita, mattagamita, paracostibita, pararammelsbergita, oenita, anduoïta, clinosafflorita, löllingita, nisbita, omeiïta, paxita, rammelsbergita, safflorita, seinäjokita, arsenopirita, gudmundita, osarsita, ruarsita, cobaltita, gersdorffita, hol·lingworthita, irarsita, jol·liffeïta, krutovita, maslovita, michenerita, padmaïta, platarsita, testibiopal·ladita, tolovkita, ullmannita, wil·lyamita, changchengita, mayingita, hollingsworthita, kalungaïta, milotaïta i reniïta.

## Formació i jaciments
Va ser descoberta l'any 1976 a la mina Mayak, que es troba al dipòsit de coure i níquel de Talnakh, a Norilsk, a l'altiplà de Putorana (Taimíria, Rússia). També ha estat descrita a Tilkerode, a Harz (Saxònia-Anhalt, Alemanya).